# それからの武蔵 (1964年のテレビドラマ)
『それからの武蔵』（それからのむさし）は、1964年3月23日から1965年4月12日に毎日放送で放送されたテレビドラマ。放送話数54回。
放送時間（日本時間）は毎週月曜21時00分 - 21時30分。

## 概要
巌流島以後の武蔵を描く。月形龍之介の健康状態が悪いときは、息子の月形哲之介が吹き替えで演じる場面も多かった。龍之介は1952年の落馬事故による後遺症、および当時は完治しないとされていた慢性関節リウマチによる歩行困難で、得意の殺陣が出来ない状態にあった。
制作会社が倒産の折に借金の形として番組のフィルムが持ち出されている。そのため、フィルムは所在不明となっている。

## スタッフ
- 原作：小山勝清
- 脚本：中山文夫、はざまたけし、梅林貴久生、鈴木生朗、八手三郎
- 監督：松村昌治
- 制作：東伸テレビ映画、MBS

## キャスト
- 宮本武蔵：月形龍之介
- 佐々木小次郎：東千代之介
- 宮本伊織：田中泰孝→河原崎長一郎
- 細川忠興：石山健二郎
- 松山主水：内田良平
- 丸目蔵人：加藤嘉→嵐寛寿郎
- 狩野山楽：柳川清
- 北条安房：岩田真二
- 松平信綱：小柴幹治
- 板倉勝重：石黒達也
- 立花忠茂：中山昭二
- 木村重成：梅宮辰夫
- 本阿弥光悦：宇佐美淳也
- 天草四郎：石濱朗
- 鴨甚内：徳大寺伸
- 春岳：田中春男
- 井沢源之丞：長門裕之
- 寺尾新太郎：大山洋一
- 島崎雪子

## サブタイトル
| 各話   | 放送日        | サブタイトル                |
| ------ | ------------- | --------------------------- |
| 第1話  | 1964年3月23日 | 天下第一剣                  |
| 第2話  | 3月30日       | 一所不在                    |
| 第3話  | 4月06日       | 有情の剣                    |
| 第4話  | 4月13日       | 一殺多生                    |
| 第5話  | 4月20日       | 孤剣非情                    |
| 第6話  | 4月27日       | 妄執を断つ                  |
| 第7話  | 5月04日       | 群狼の谷                    |
| 第8話  | 5月11日       | 肥後の剣聖                  |
| 第9話  | 5月18日       | 悔いなき汚名                |
| 第10話 | 5月25日       | 薩摩密使行                  |
| 第11話 | 6月01日       | 宿命の道                    |
| 第12話 | 6月08日       | 女人哀傷                    |
| 第13話 | 6月15日       | 慈悲の剣                    |
| 第14話 | 6月22日       | 剣と笛                      |
| 第15話 | 6月29日       | 洛中記抄                    |
| 第16話 | 7月06日       | 江戸の花                    |
| 第17話 | 7月13日       | 双竜無惨                    |
| 第18話 | 7月20日       | 栄達の門                    |
| 第19話 | 7月27日       | 有明無明                    |
| 第20話 | 8月03日       | 一刀斎始末                  |
| 第21話 | 8月10日       | 日光道四十里                |
| 第22話 | 8月17日       | 武蔵ふたり                  |
| 第23話 | 8月24日       | 帰去来の章                  |
| 第24話 | 8月31日       | 自在の剣                    |
| 第25話 | 9月07日       | 夏の陣前夜                  |
| 第26話 | 9月14日       | 剣と血と城                  |
| 第27話 | 9月21日       | 美しい人                    |
| 第28話 | 9月28日       | 鎌を握る娘                  |
| 第29話 | 10月05日      | 故山爽やかなり              |
| 第30話 | 10月12日      | 忘却の人                    |
| 第31話 | 10月19日      | 昨日の敵                    |
| 第32話 | 10月26日      | 帰らずの山                  |
| 第33話 | 11月02日      | 船を待つ宿                  |
| 第34話 | 11月09日      | 小倉ふたたび                |
| 第35話 | 11月16日      | 暁の突撃                    |
| 第36話 | 11月23日      | 十字架と剣                  |
| 第37話 | 11月30日      | 刀の中の顔                  |
| 第38話 | 12月07日      | 竜虎の影                    |
| 第39話 | 12月14日      | 伊之受難                    |
| 第40話 | 12月21日      | 剣聖逝く                    |
| 第41話 | 12月28日      | 落日の里                    |
| 第42話 | 1965年1月04日 | 達磨大名                    |
| 第43話 | 1月11日       | 山に叫ぶ                    |
| 第44話 | 1月18日       | 無刀の裁き                  |
| 第45話 | 1月25日       | 華かなる対決                |
| 第46話 | 2月01日       | 莫逆の友                    |
| 第47話 | 2月08日       | 決闘                        |
| 第48話 | 2月15日       | 決闘後日                    |
| 第49話 | 2月22日       | 生命の面                    |
| 第50話 | 3月01日       | 薄命の人                    |
| 第51話 | 3月08日       | 残照                        |
| 第52話 | 3月15日       | まだ遠い道                  |
| 第53話 | 3月22日       | 忘れ得ぬ人々                |
| 第54話 | 3月29日       | 万理一空                    |
| 再放送 | 1965年4月05日 | 忘却の人 （第30話の再放送） |
| 再放送 | 1965年4月12日 | 昨日の敵 （第31話の再放送） |

## 放送局
- 毎日放送（制作局）：月曜 21:00 - 21:30
- NETテレビ：月曜 21:00 - 21:30
- 北日本放送：月曜 18:15 - 18:45[1]